# Liberals Independents
Liberals Independents (en hebreu: ליברלים עצמאיים‎, Libralim Atzma'im) fou un partit polític d'Israel.
El partit Liberals Independents es va formar durant la cinquena Kenésset després de la fusió del Partit Liberal i Herut, quan set dels disset parlamentaris del Partit Liberal liderats per l'exministre de justícia, Pinchas Rosen, no van estar d'acord amb la fusió i van fundar un nou partit com a resposta. Gairebé tots els discrepants eren antics membres del Partit Progressista, que s'havia fusionat amb Sionistes Generals per a crear el Partit Liberal durant el quart Kenésset, i també incloïa Rachel Cohen-Kagan, que abans havia estat parlamentària d l'Organització Mundial de Dones Sionistes.
En la seva primera prova electoral, les eleccions de 1965, els Liberals Independents van obtenir 5 escons i es van unir als governs de coalició de Leví Eixkol i Golda Meïr, amb Moshe Kol nomenat ministre de turisme i ministre de Ffment. Durant el sisè Kenésset van perdre un escó quan Yizhar Harari va deixar el partit per unir-se a l'Alineació.
A les eleccions de 1969, el partit va obtenir quatre escons i van ser inclosos de nou al govern de coalició de Meïr. Kol va conservar el seu càrrec de ministre de Turisme. El partit també va guanyar quatre escons a les eleccions de 1973 i es van incloure als governs de la coalició de Meïr i Yitshaq Rabín. Kol va mantenir de nou el càrrec de ministre de Turisme i Gideon Hausner va ser ministre sense cartera. Tot i això, van perdre un seiescó ent quan Hillel Seidel va passar-se a Likkud.
A les eleccions de 1977 van aconseguir només un escó, quan prou feines van sobrepassar el llindar electoral de l'1% (van rebre l'1,3% dels vots). El partit va ser exclòs de la coalició de dretes Menachem Begin. A les eleccions de 1981 el partit no va sobrepassar el llindar electoral i van desaparèixer de la Kenésset. Per a les eleccions de 1984, el partit es va fusionar en l'Alineació, amb el seu líder Yitzhak Artzi al 44è lloc de la llista, tot deixant d'existir com a partit independent.

## Resultats electorals
| Any  | Líders         | Vots                | %                   | Pos.                | Escons  | +/– | Govern            |
| ---- | -------------- | ------------------- | ------------------- | ------------------- | ------- | --- | ----------------- |
| 1965 | Moshe Kol      | 45.299              | 3,75                | 6è                  | 5 / 120 | Nou | Coalició          |
| 1969 | Moshe Kol      | 43.933              | 3,21                | = 5è                | 4 / 120 | 1   | Coalició          |
| 1973 | Moshe Kol      | 56.560              | 3,61                | = 5è                | 4 / 120 | =   | Coalició          |
| 1977 | Gideon Hausner | 20.384              | 1,17                | 13è                 | 1 / 120 | 3   | Oposició          |
| 1981 | Yitzhak Artzi  | 11.764              | 0,61                | 12è                 | 0 / 120 | 1   | Extraparlamentari |
| 1984 | Yitzhak Artzi  | Dins de L'Alineació | Dins de L'Alineació | Dins de L'Alineació | 1 / 120 | 1   | Coalició          |
| 1988 | Zvi Nir        | Dins de Xinnuy      | Dins de Xinnuy      | Dins de Xinnuy      | 0 / 120 | 1   | Extraparlamentari |